# Gołuchów (gemeente)
De gemeente Gołuchów is een landgemeente in het Poolse woiwodschap Groot-Polen, in powiat Pleszewski.
De zetel van de gemeente is in Gołuchów.
Op 30 juni 2004 telde de gemeente 9693 inwoners.

## Oppervlakte gegevens
In 2002 bedroeg de totale oppervlakte van gemeente Gołuchów 135,45 km², waarvan:
- agrarisch gebied: 86%
- bossen: 11%

De gemeente beslaat 19,03% van de totale oppervlakte van de powiat.

## Demografie
Stand op 30 juni 2004:
| Omschrijving                   | Totaal | Totaal | Vrouwen | Vrouwen | Mannen | Mannen |
| ------------------------------ | ------ | ------ | ------- | ------- | ------ | ------ |
| eenheid                        | aantal | %      | aantal  | %       | aantal | %      |
| inwoners                       | 9693   | 100    | 4890    | 50,4    | 4803   | 49,6   |
| bevolkingsdichtheid (inw./km²) | 71,6   | 71,6   | 36,1    | 36,1    | 35,5   | 35,5   |

In 2002 bedroeg het gemiddelde inkomen per inwoner 1417,6 zł.

## Plaatsen
sołectwo:
- Bielawy
- Bogusławice
- Borczysko
- Cieśle
- Czechel
- Czerminek
- Gołuchów
- Jedlec
- Kajew
- Karsy
- Kościelna Wieś
- Krzywosądów
- Kucharki
- Kuchary
- Macew
- Pleszówka
- Popówek
- Szkudła
- Tursko
- Wszołów
- Żychlin

## Aangrenzende gemeenten
Blizanów, Kalisz, Nowe Skalmierzyce, Ostrów Wielkopolski, Pleszew